# A.C. Milan w sezonie 1993/1994

Klubowe barwy Milanu

Osiągnięcia i skład piłkarskiego zespołu A.C. Milan w sezonie 1993/94.

## Osiągnięcia
- Serie A: 1. miejsce
- Puchar Włoch: odpadnięcie w 1/8 finału
- Superpuchar Włoch: zwycięstwo
- Liga Mistrzów: zwycięstwo

## Podstawowe dane
- Oficjalna nazwa klubu: Associazione Calcio Milan
- Siedziba klubu: Via F. Turati 3
- Boisko: San Siro
- Prezes klubu:  Silvio Berlusconi
- Trener zespołu:  Fabio Capello
- Kapitan drużyny:  Franco Baresi

## Skład zespołu
Bramkarze:
| Włochy | Mario Ielpo      |
| Włochy | Sebastiano Rossi |

Obrońcy:
| Włochy  | Franco Baresi         |
| Włochy  | Alessandro Costacurta |
| Francja | Marcel Desailly       |
| Włochy  | Filippo Galli         |
| Włochy  | Enzo Gambaro          |
| Włochy  | Paolo Maldini         |
| Włochy  | Stefano Nava          |
| Włochy  | Christian Panucci     |
| Włochy  | Mirco Sadotti         |
| Włochy  | Mauro Tassotti        |

Pomocnicy:
| Włochy    | Demetrio Albertini |
| Chorwacja | Zvonimir Boban     |
| Włochy    | Angelo Carbone     |
| Włochy    | Francesco Cozza    |
| Włochy    | Fernando De Napoli |
| Włochy    | Roberto Donadoni   |
| Włochy    | Stefano Eranio     |
| Włochy    | Alberigo Evani     |
| Dania     | Brian Laudrup      |
| Włochy    | Massimo Orlando    |
| Włochy    | Giovanni Stroppa   |

Napastnicy:
| Holandia | Marco van Basten  |
| Włochy   | Gianluigi Lentini |
| Włochy   | Daniele Massaro   |
| Francja  | Jean-Pierre Papin |
| Rumunia  | Florin Răducioiu  |
| Włochy   | Marco Simone      |